# Pollholmen
Pollholmen est une île dans le landskap Sunnhordland du comté de Vestland. Elle appartient administrativement à Øygarden.

## Géographie
Rocheuse et couverte d'arbres, elle s'étend sur environ 84 m de longueur pour une largeur approximative de 75 m. Elle comporte des entrepôts.